# Drombus bontii
Drombus bontii — вид риб з родини бичкових (Gobiidae). Демерсальна тропічна морська риба, сягає 7,2 см довжиною. Мешкає у водах Індо-Тихоокеанської області: від Мозамбіка (архіпелаг Базаруто) до Індії і в центральній і західній Пацифіці. Згідно із M. Коттла даний вид є синонімом Drombus triangularis. Систематичний статус даного виду потребує додаткових досліджень.